# شیما قاسم
شیما قاسم عبدالرحمان (عربی: شیماء قاسم عبد الرحمن؛ زادهٔ ۱۸ ژانویه ۱۹۹۵) مدل عراقی است، که برنده مسابقه زیبایی «دوشیزه عراق ۲۰۱۵» شد. قاسم مجری تلویزیونی در شبکه‌های السومریه و آسیا بود، و هم‌اکنون در تلویزیون دجله مشغول به کار است.

## سنین جوانی و تحصیل
شیما قاسم در کرکوک و در یک خانواده کُرد به دنیا آمد. او از طایفه الختاوی است. او مدرک لیسانس خود را در رشتهٔ مدیریت و اقتصاد از دانشگاه کرکوک دریافت کرده‌است. پس از کسب عنوان دوشیزه زیبایی عراق به بغداد نقل مکان کرد. وی پیش از دریافت این عنوان در سال ۲۰۱۵، یک فعال مدنی بود و فعالیت‌ها و رویدادهای زیادی از جمله فعالیت‌های آگاهی بخشی را انجام می‌داد که به گفتهٔ خودش، در طول این فعالیت‌ها از سوی بسیاری از گروهک‌های تروریستی مورد تهدیدهای زیادی قرار گرفته‌است.
تنها یک روز پس از دریافت عنوان «دوشیزه عراق»، با تهدیدهای داعش، همچون تماس‌های تلفنی و پیام‌های تهدیدآمیز با عنوان به اسارت و جهاد جنسی گرفتن وی و خانواده‌اش مواجه شد که از همین‌رو مجبور شد تا با خانواده‌اش به بغداد نقل مکان کند.
در ۲۹ سپتامبر ۲۰۱۸، شیما عنوان کرد که چند روز پس از کشته شدن مدل تاره فارس، تهدید به مرگ شده‌است. او در لایو اینستاگرامی خود ادعا کرد که مجدداً توسط گروهک‌های تروریستی مورد تهدید قرار گرفته و ادعا کرده‌اند به زودی او را ترور خواهند کرد.
شیما قاسم از سال ۲۰۱۸ تا ۲۰۱۹، در اردن در پایتخت امان زندگی می‌کرد و به عنوان مجری در کانال و رادیو ماهواره‌ای دجله فعالیت می‌کرد.